# Franziska Wiese
Franziska Wiese (* 17. Oktober 1986 in Spremberg) ist eine deutsche Violinistin und Schlagersängerin. Von 2010 bis 2015 war sie in ihrer Heimatregion auch unter dem Pseudonym Frencis bekannt.

## Leben
Wiese wuchs in Spremberg auf und erreichte am dortigen Erwin-Strittmatter-Gymnasium den schulischen Abschluss Abitur. Eine Berufsausbildung zur Verwaltungsfachangestellten bei der Stadtverwaltung Spremberg endete in einem Normalarbeitsverhältnis.
Parallel zur schulischen Ausbildung erhielt sie eine zehnjährige Violinenausbildung am Konservatorium Cottbus und besuchte den dortigen Kinder- und Jugendchor. André Stade setzte sie als Studiosängerin ein bzw. bot ihr die Möglichkeit bei seinem Musikalbum Im Leben sowie bei der Single
Das Beste am Leben von Roland Kaiser als Komponistin und Texterin mitzuwirken. Für seine Entdeckung wurde Stade 2013 mit dem smago! Award in der Kategorie „Entdecker des Jahres“ ausgezeichnet.
Am 13. Oktober 2013 trat Wiese unter ihrem Pseudonym Frencis in der Schlager Starparade des Senders MDR Sachsen-Anhalt in der Magdeburger GETEC Arena auf.
Als Solo-Interpretin entdeckt und letztendlich unter Vertrag genommen wurde Wiese von der Managerin Veronika Jarzombek, die ihr Mitte 2015 zu einem Plattenvertrag bei Electrola (Vertrieb: Universal Music) verhalf.
Am 22. Juli 2016 erschien ihr erstes Album Sinfonie der Träume, produziert von André Stade, das auf Platz 47 der deutschen Charts einstieg. Bereits vor Erscheinen des Albums konnte sich die Singleauskopplung Ich bin frei in den Konservativ Pop Airplaycharts in der 16. Chartwoche 2016 innerhalb von drei Wochen auf Platz fünf steigern. Am 25. April 2016 wurde der Song auch in den NDR 1 Niedersachsen-Top 15 präsentiert.
Florian Silbereisen präsentierte Wiese am 16. April 2016 in seiner ARD-Show zum Großen Schlagerfest in Halle/Saale als Newcomerin. Es folgten weitere Fernsehauftritte, so am 26. Juni 2016 im ZDF-Fernsehgarten, am 9. Juli in Silbereisens MDR-Sendung Die Schlager des Sommers und am 24. Juli in Immer wieder sonntags. In der ARD-Dokumentation Schlagerland Deutschland (Ausstrahlung am 22. Februar 2017) wurde die Nachwuchskünstlerin begleitet. Der Musiksender Goldstar TV präsentierte sie in der ersten Staffel der Sendung Schlager & Co am 1. August 2016. Im Dezember 2016 interpretierte sie für das ZDF das Adventslied Maria durch ein Dornwald ging. Im Dezember 2018 wurde Franziska Wiese Mitglied des Benefiz-Projekts Schlagerstars für Kinder und nahm mit der Gruppe das Lied Auf einmal (Weihnachtsschlager) neu auf. Die Aktion von Schlagerplanet Radio und den SOS Kinderdörfern sammelt mit dem Weihnachtssong Geld für Kinder in Not.

## Markenzeichen
Ihr Markenzeichen ist der barfüßige Auftritt in weißen Kleidern.

## Diskografie
Alben
- 2016: Sinfonie der Träume (Electrola, Universal Music)
- 2018: Alles weiss (Electrola, Universal Music)

Singles
- 2016: Ich bin frei
- 2016: Mirama
- 2018: Auf einmal (Weihnachtsschlager) (als Teil von Schlagerstars für Kinder)

Samplerbeiträge
- 2016: Ich bin frei auf Die Schlager des Sommers 2016

## Auszeichnungen
- 2013: smago! Award als „Entdeckung des Jahres // Ausblick 2014“[16]